# Gisela Wirths
Gisela Wirths (* 21. Februar 1949 in Hämmerholz/Roth (Landkreis Altenkirchen); † 21. Januar 2011 in Berlin) war eine deutsche Krankenschwester und Politikerin (AL). Sie gehörte zur Zeit der deutschen Wiedervereinigung für ein Jahr dem Abgeordnetenhaus von Berlin an.

## Leben
Gisela Wirths absolvierte zunächst eine Ausbildung zur Krankenschwester. Sie wechselte nach Berlin und war dort auch als Betriebsratsvorsitzende aktiv. Später war sie in der Ausbildung von Pflegepersonal tätig.

## Politik
Für die Alternative Liste für Demokratie und Umweltschutz zog Wirths 1989 in das Berliner Abgeordnetenhaus ein, dem sie bis 1990 angehörte. Nach 1999 trat sie aus den Bündnis 90/Die Grünen aus.